# 캐나다기독학생회
캐나다기독학생회(Inter-Varsity Christian Fellowship of Canada)는 국제 복음주의 학생회(International Fellowship of Evangelical Students, IFES)의 캐나다 회원단체이다. 청소년과 대학생을 대상으로 사역하는 기독교 조직이다. 캐나다 파이오니어 캠프, 고등학교, 대학교 사역 등 다양한 사역이 있다.
나이젤 폴락(Nigel Pollock)이 현 단체장이다. 조직 센터는 온타리오주 미시소거에 있다.

## 같이 보기
- 대학생 선교회